# Орловские Дворики (Брянская область)
Орловские Дворики — посёлок в Брянском районе Брянской области, в составе Стекляннорадицкого сельского поселения. Расположен в 4 км к северо-западу от посёлка Стеклянная Радица, в 5 км к юго-востоку от микрорайона Шибенец. Население — 65 человек (2010).
Железнодорожная платформа (214 км) на линии Брянск—Дятьково. Вблизи посёлка — крупное месторождение мела.

## История
Возник в середине XIX века как хутор (постоялые дворы) на тракте Брянск—Жиздра. До 1924 года входил в Любохонскую волость Брянского уезда; в 1924—1929 гг. — в Бежицкой волости, с 1929 года в Брянском районе.
В довоенные годы имел широкую известность благодаря Карачижско-Крыловскому лесохозяйственному техникуму, открытому здесь в 1921 году на базе лесной школы. В годы Великой Отечественной войны техникум эвакуировали в Свердловскую область, а посёлок Орловские Дворики был практически полностью сожжён за связь с партизанами. По возвращении из эвакуации, техникум было решено не восстанавливать на прежнем месте, а перенести в Трубчевск.
| Годы      | 1866 | 1926 | 1979 | 1989 | 2002 | 2010 |
| --------- | ---- | ---- | ---- | ---- | ---- | ---- |
| Население | 13   | 129  | 102  | 92   | 83   | 65   |